# Charles Louis des Graz
Sir Charles Louis des Graz KCMG (* 2. März 1860; † 1940) war ein britischer Diplomat.

## Leben
Charles Louis des Graz studierte in Harrow und wurde Bachelor am Trinity College, Cambridge. Charles Louis des Graz trat 1884 in den Auswärtigen Dienst. Er wurde in Konstantinopel beschäftigt.
Er war 1888 Gesandtschaftssekretär in Athen und zeitweise Geschäftsträger.
Er war von 1891 bis 1894 in Den Haag beschäftigt.
Von 1894 bis 1901 war er in Sankt Petersburg beschäftigt.
Von 1901 bis 1903 war er Gesandtschaftssekretär in Teheran, wo er 1902 Geschäftsträger war.
1905 war Botschaftsrat in Rom.
1906 war er Geschäftsträger in Cetinje.
Charles Louis des Graz war von 1908 bis 1913 Generalkonsul in Callao, Peru und auch bei der Regierung von Ecuador akkreditiert.
Charles Louis des Graz wurde am 1. Oktober 1913 zum außerordentlichen Gesandten und Ministre plénipotentiaire für Belgrad in Serbien ernannt und übte dieses Amt bis 1919 auch in der Zeit des Ersten Weltkrieges aus.
| Vorgänger                   | Amt                                                             | Nachfolger            |
| --------------------------- | --------------------------------------------------------------- | --------------------- |
| Arthur Henry Hardinge       | Britischer Geschäftsträger in Teheran Oktober bis November 1902 | Arthur Henry Hardinge |
| William Nelthorpe Beauclerk | Britischer Botschafter in Peru 1908–1913                        | George Gordon Wilson  |
| Ralph Spencer Paget         | Britischer Botschafter in Belgrad 1914–1919                     | Charles Alban Young   |